# Uszty-kalmankai járás
Az Uszty-kalmankai járás (oroszul Усть-Калманский район) Oroszország egyik járása az Altaji határterületen. Székhelye Uszty-Kalmanka.

Az Uszty-kalmankai járás az Altaji határterületen

## Népesség
- 1989-ben 20 144 lakosa volt.
- 2002-ben 18 470 lakosa volt.
- 2010-ben 15 365 lakosa volt.